# Замок Бабельсберг

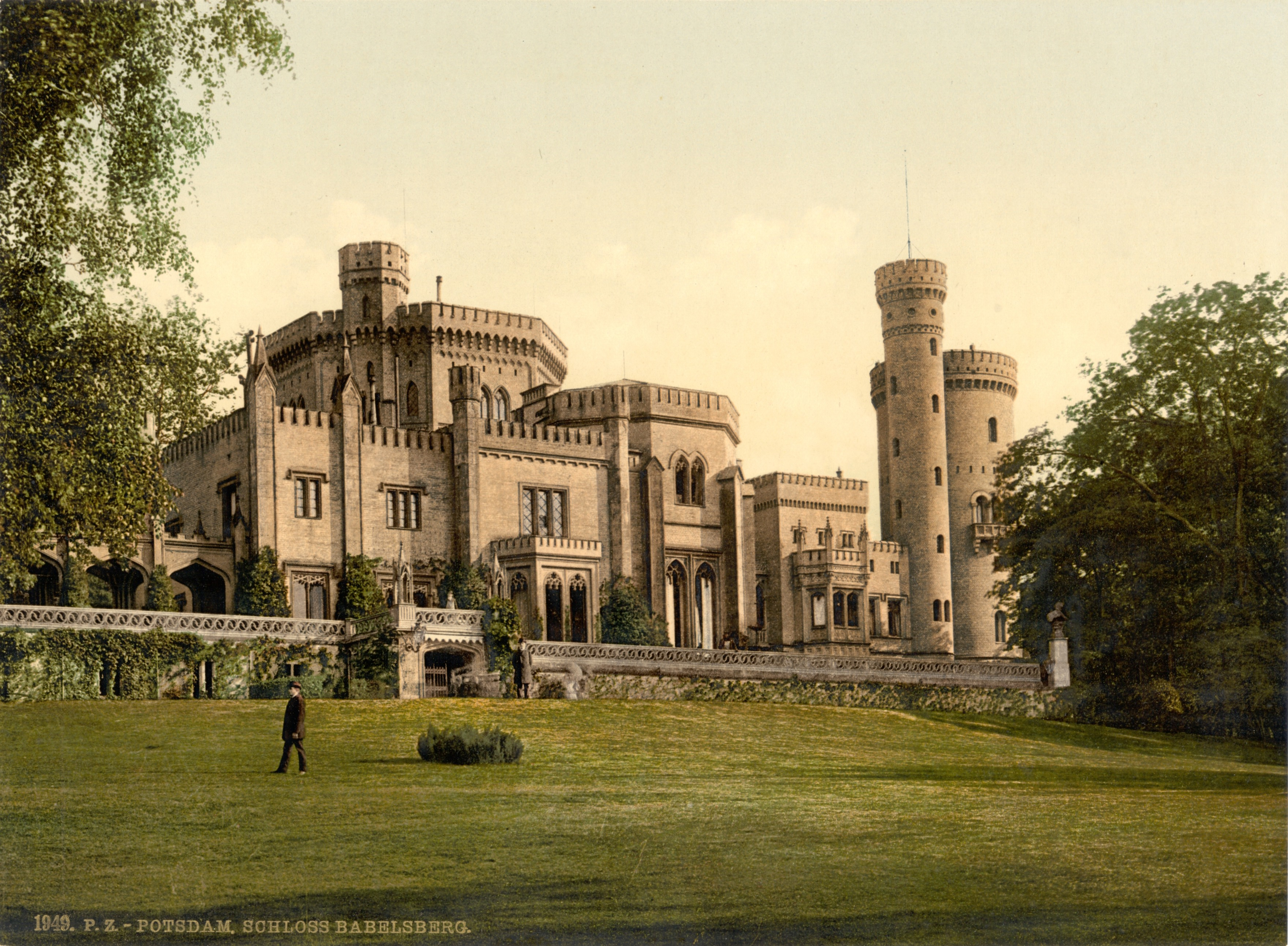
Замок Бабельсберг. 1900

Замок Бабельсберг (нем. Schloss Babelsberg) располагается в одноимённом парке Бабельсберг в Потсдаме. Более пятидесяти лет замок служил летней резиденцией принца Вильгельма, впоследствии кайзера Вильгельма I, и его супруги Августы. В замке и прилегающем парке 22 сентября 1862 года Вильгельм I принял для беседы Бисмарка, по итогам которой Бисмарк был назначен премьер-министром и министром иностранных дел. Здание, оформленное в стиле английской готики, возводилось в два этапа в 1835—1849 годах. Подготовка проекта замка была поручена архитекторам Карлу Фридриху Шинкелю, Людвигу Персиусу и Иоганну Генриху Штраку.
Бабельсбергский замок находится в ведении Фонда прусских дворцов и садов Берлина — Бранденбурга и является объектом Всемирного наследия в составе общего ансамбля Потсдама.

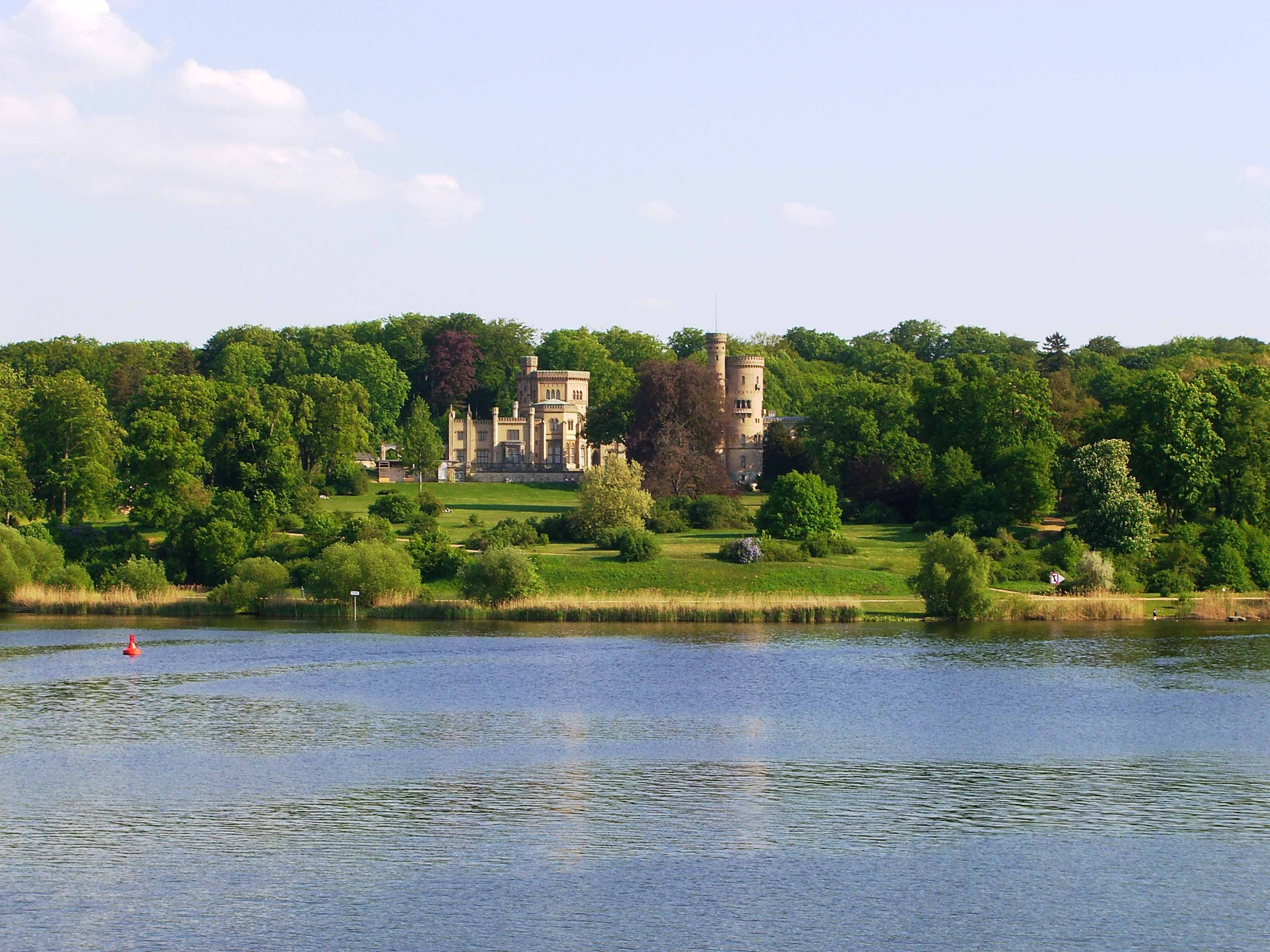
Замок Бабельсберг на Хафеле

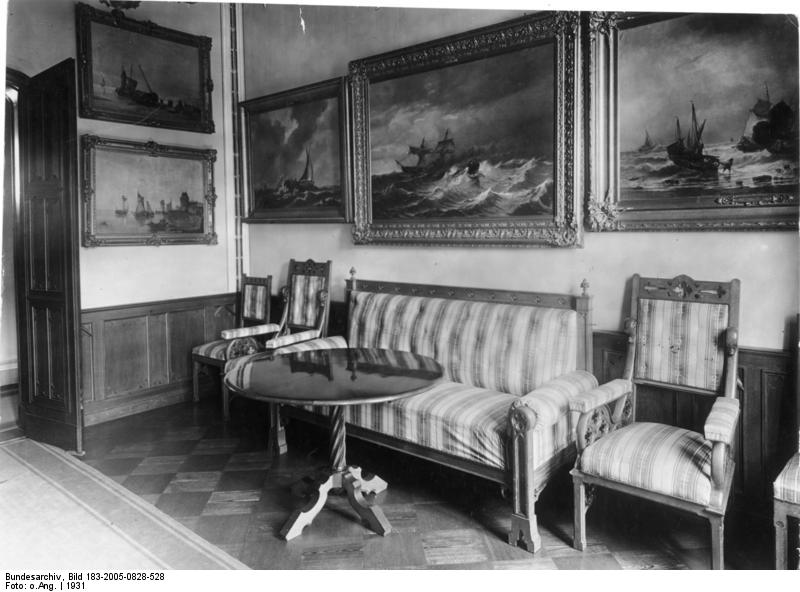
Комната для завтраков в замке Бабельсберг. 1931

Принц Вильгельм долгое время мечтал построить собственную летнюю резиденцию. После долгих раздумий король Фридрих Вильгельм III в 1833 году позволил своему второму сыну построить дворец в Бабельсберге. В том же году Шинкель приступил к работе над проектом, в основу которого легли эскизы готического замка, которые ещё в 1831 году были подготовлены для принца его лучшим учеником Людвигом Персиусом.
Принцесса Августа увлекалась английской готикой и обладала в этой области обширными познаниями, что время от времени служило причиной споров с архитектором. Шинкель проектировал замок в сдержанных готических формах, а его заказчица требовала богатый декор на свой вкус, прежде всего в оформлении интерьеров. Другим препятствием было финансирование строительства, которое было выделено королём на скромный загородный дом. Поэтому весь проект реализовать сразу не удавалось.
На первом этапе появилась лишь малая часть дворцового комплекса. Большие окна с неоготическими элементами пропускали много света внутрь дворца из жёлтого кирпича. Восьмиугольное крыло использовалось сначала под столовую, а после дальнейшей перестройки как чайный салон. Из окон, почти достигавших пола, открывались великолепные виды на окружающую природу. Церемония открытия первой части дворца прошла в октябре 1835 года.
Поскольку у правившего с 1840 года короля Фридриха Вильгельма IV не было детей, наследником трона был объявлен его младший брат Вильгельм. Под новые функции маленькому дворцу в Бабельсберге не хватало парадного лоска, и наступило время воплотить в жизнь весь проект готического замка, однако ещё во время проектных работ умер Шинкель.

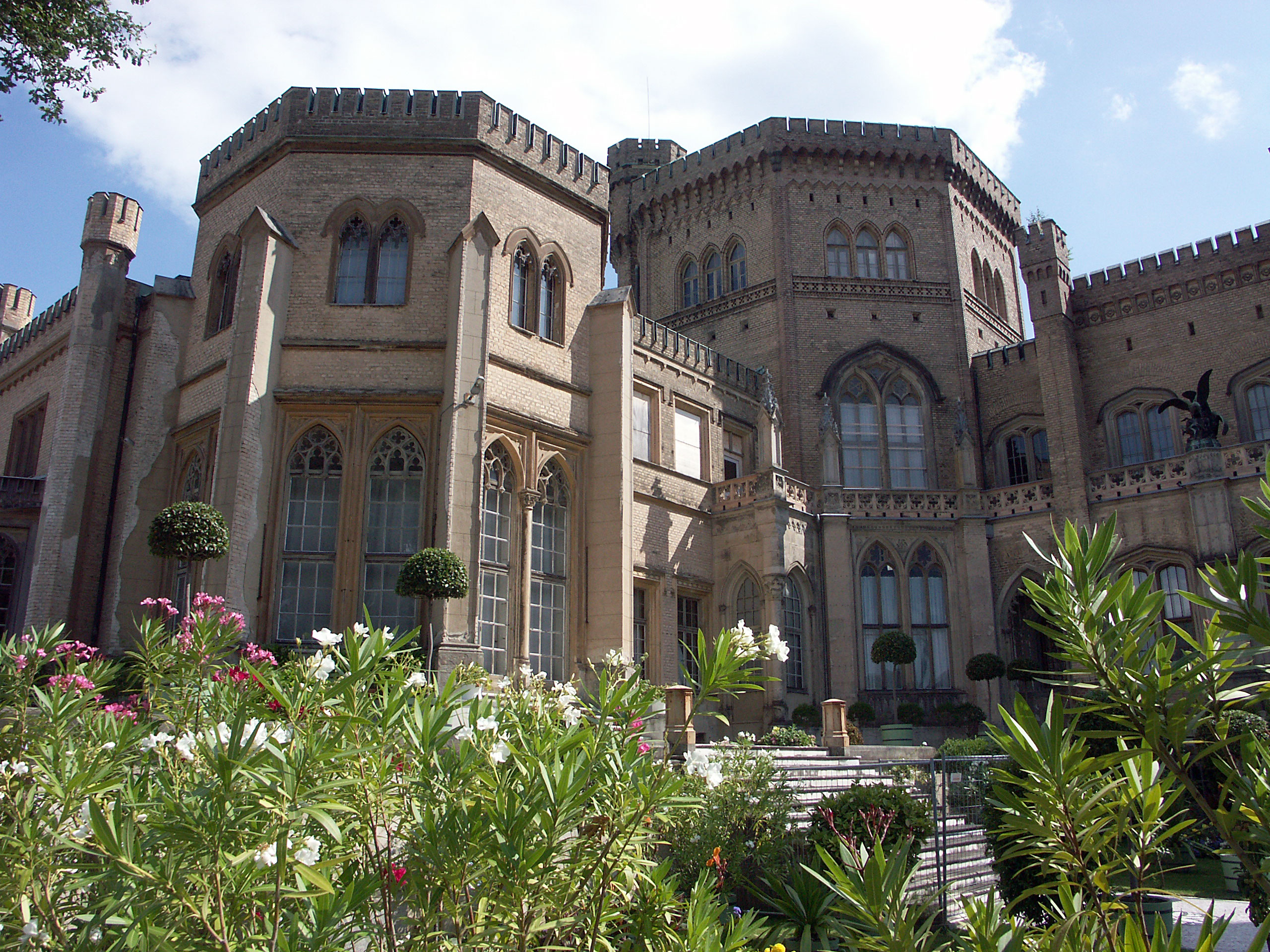
Западный фасад замка Бабельсберг

Его преемник Людвиг Персиус пытался придерживаться проекта Шинкеля, но как и его предшественник был вынужден постоянно вносить изменения в соответствии с пожеланиями Августы. Дополнительное здание соединил со старым высокий в два этажа танцевальный зал опять же восьмиугольной формы. В новом западном крыле помимо многих других помещений разместились покои детей принца и зальная столовая. Завершила облик замка массивная башня. Персиус умер на момент возведения фундамента в 1845 году.
Далее строительство было поручено Иоганну Генриху Штраку и его ученику Фридриху Адлеру. Их архитектурные взгляды соответствовали вкусам Августы. Чёткая линия фасада исчезла за многочисленными башенками, эркерами и окнами разной формы в стиле, получившем позднее название «бюргерского». После завершения строительства западного крыла в октябре 1849 года состоялась очередная торжественная церемония открытия.
После смерти Вильгельма I в 1888 году его наследники предпочитали жить в других дворцах.
Интерьеры Бабельсбергского замка были утрачены после 1945 года. С 1953 года некоторые помещения дворца занимала Академия государственных и юридических наук ГДР. С 1970 года в здании размещался Музей доисторического периода и ранней истории. После объединения Германии с 1992 года здание используется под музейные цели.